# Rhene plumata
Espèce
Rhene plumata est une espèce d'araignées aranéomorphes de la famille des Salticidae.

## Distribution
Cette espèce est endémique de la province de Maputo au Mozambique,. Elle se rencontre vers Marracuene.

## Description
La carapace du mâle holotype mesure 1,7 mm de long sur 1,9 mm et l'abdomen 2,2 mm de long sur 1,7 mm et la carapace des femelles mesure de 1,4 à 1,5 mm de long sur de 1,5 à 1,7 mm et l'abdomen de 1,7 à 1,8 mm de long sur de 1,4 à 1,7 mm.

## Systématique et taxinomie
Cette espèce a été décrite par Haddad, Wiśniewski et Wesołowska en 2024.

## Publication originale
- Haddad, Wiśniewski & Wesołowska, 2024 : « The jumping spiders of Mozambique (Araneae: Salticidae). » Zootaxa, no 5560(1), p. 1-92.